# Нджесути
Нджесути (на английски: Njesuthi) е граничен планински връх с височина 3408 метра в Южна Африка.
Намира се в Драконовите планини, на границата между Лесото и Република Южна Африка, провинция Квазулу-Натал.
На по-малко от 1,5 км от него пак в Драконовите планини е разположен по-високият връх Мафади с височина 3450 метра, също на границата между Лесото и РЮА, провинция Квазулу-Натал.